# Barbus aliciae
Barbus aliciae е вид лъчеперка от семейство Шаранови (Cyprinidae). Видът е застрашен от изчезване.

## Разпространение
Разпространен е в Гвинея и Либерия.

## Описание
На дължина достигат до 8,5 cm.